# Riccardo Gandolfi
Riccardo Gandolfi, född 16 februari 1839 i Voghera, död 5 februari 1920 i Florens, var en italiensk tonsättare och musikhistoriker.
Gandolfi blev 1889 överbibliotekarie vid Regio Istituto musicale di Firenze i Florens, och blev ursprungligen känd genom sina operor, senare också genom sin instrumentalmusik. 
Gandolfi skrev musikhistoriska arbeten om operan, Francesco Landino, Mozart, Giuseppe Verdi, Cristofano Malvezzi, Emilio de' Cavalieri med mera.